# 大阪市電8系統
大阪市電8系統は、かつて大阪市交通局が経営していた大阪市営電気鉄道（大阪市電）の運転系統（1959年（昭和34年）当時） 及び、その路線名。

## 概要
- 所属車庫：今里車庫
- 色別：■

## 駅一覧
| 駅名             | 接続路線 | 道路名                                   | 所在地 |
| ---------------- | --- | ---------------------------------------- | ------ |
| 本田町一丁目     | 大阪市電：本田町二丁目・花園橋・本田三番町方面 | 長堀通 大阪府道173号大阪八尾線           | 大阪市 |
| 松島町一丁目     | 大阪市電：松島町二丁目方面 | 長堀通 大阪府道173号大阪八尾線           | 大阪市 |
| 西区役所前       | | 長堀通 大阪府道173号大阪八尾線           | 大阪市 |
| 白髪橋           | 大阪市電：あみだ池・西立売堀方面 | 長堀通 大阪府道173号大阪八尾線           | 大阪市 |
| 西長堀北通二丁目 | | 長堀通 大阪府道173号大阪八尾線           | 大阪市 |
| 四つ橋           | 大阪市電：北堀江通一丁目・新町橋方面 | 長堀通 大阪府道173号大阪八尾線           | 大阪市 |
| 佐野屋橋         | | 長堀通 国道308号 大阪府道173号大阪八尾線 | 大阪市 |
| 心斎橋           | 大阪市営地下鉄：1号線 | 長堀通 国道308号 大阪府道173号大阪八尾線 | 大阪市 |
| 三休橋           | | 長堀通 国道308号 大阪府道173号大阪八尾線 | 大阪市 |
| 長堀橋           | 大阪市電：清水町・南久宝寺町方面 | 長堀通 国道308号 大阪府道173号大阪八尾線 | 大阪市 |
| 末吉橋           | | 長堀通 国道308号 大阪府道173号大阪八尾線 | 大阪市 |
| 谷町六丁目       | | 長堀通 国道308号 大阪府道173号大阪八尾線 | 大阪市 |
| 上本町二丁目     | 大阪市電：上本町四丁目・上本町一丁目方面 | 長堀通 国道308号 大阪府道173号大阪八尾線 | 大阪市 |
| 東雲町           | | 長堀通 国道308号 大阪府道173号大阪八尾線 | 大阪市 |
| 玉造             | 大阪市電：中道本通二丁目・玉堀町方面 日本国有鉄道：城東線                                                                                                 | 玉造筋                                   | 大阪市 |
| 真田山           | | 玉造筋                                   | 大阪市 |
| 舟橋町           | | 玉造筋                                   | 大阪市 |
| 下味原町         | 大阪市電：鶴橋・小橋西の町方面 | 玉造筋                                   | 大阪市 |
| 細工谷町         | | 玉造筋                                   | 大阪市 |
| 桃谷駅前         | 日本国有鉄道：城東線 | 玉造筋                                   | 大阪市 |
| 勝山通三丁目     | | 玉造筋                                   | 大阪市 |
| 国分町           | | 玉造筋                                   | 大阪市 |
| 寺田町           | 大阪市電：寺田町駅前・大道二丁目方面 | 玉造筋                                   | 大阪市 |
| 南河堀町         | | 玉造筋                                   | 大阪市 |
| 阿倍野橋         | 大阪市電：動物園前・天王寺西門前方面 大阪市営地下鉄：1号線 日本国有鉄道：関西本線・城東線・阪和線 近畿日本鉄道：南大阪線 南海電気鉄道：天王寺支線・上町線 | 玉造筋                                   | 大阪市 |